# Picotet de Buffon
El picotet de Buffon (Picumnus exilis) és una espècie d'ocell de la família dels pícids (Picidae) que habita la selva humida, vegetació secundària i sabana fins als 1900 m dels Andes Orientals, a l'extrem est de Colòmbia, sud de Veneçuela, Guaiana, nord i est del Brasil.